# 임계초등학교 화성분교
임계초등학교 화성분교는 강원도 정선군 임계면 임계리 263에 있었던 임계초등학교의 분교이다.

## 연혁
- 1946년 3월 12일 임계국민학교 화성분교장
- 1953년 5월 1일 화성국민학교 승격
- 1984년 9월1일 병설유치원 개원
- 1995년 3월 1일 임계국민학교 화성분교
- 2007년 3월 1일 본교로 통폐합